# Macaranga tanarius
Espèce
Classification phylogénétique
Macaranga tanarius est une espèce de plantes à fleurs de la famille des Euphorbiaceae. Elle est trouvée en Asie du Sud, en Papouasie-Nouvelle-Guinée et dans l'est de l'Australie. Elle est généralement considérée comme une espèce pionnière dans les zones perturbées de forêt tropicale. Il est facilement reconnaissable à ses feuilles rondes veinées. En Australie, il pousse naturellement de la rivière Richmond en Nouvelle-Galles du Sud à Cooktown dans les régions tropicales du Queensland.

## Description

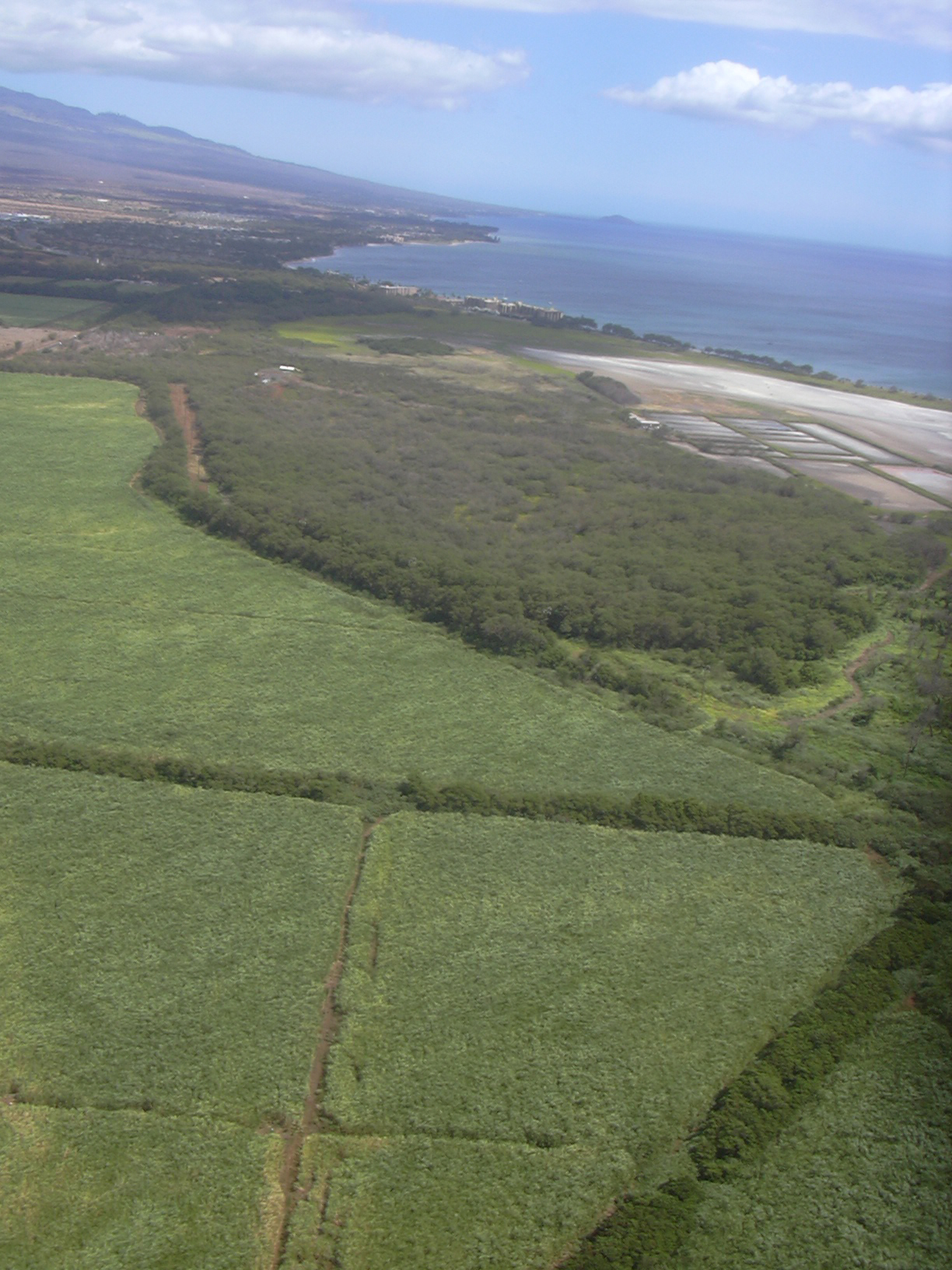
Macaranga tanarius, Maui, Kealia, Hawaï.

C'est un arbuste ou arbre buissonnant, atteignant parfois 12 mètres de hauteur et un diamètre du tronc de 40 cm. Le tronc est court et tortueux. L'écorce est gris brun avec des bosses et des irrégularités. Les rameaux sont lisses, bleu gris, avec des cicatrices foliaires.
Les feuilles sont alternes, rondes, avec une pointe. 8 à 23 cm de long, grises ou blanches sur la face inférieure. Un pétiole long de 8 à 20 cm relie la branche au centre de la feuille elle-même. Neuf nervures principales rayonnent à partir du pétiole, faciles à remarquer sur la face supérieure et inférieure des feuilles.
Les fleurs d'un jaune/vert forment des panicules au cours des mois d'octobre à janvier (en Nouvelle-Galles du Sud). Les fleurs femelles et les fleurs mâles poussent sur des arbres différents. Le fruit est une capsule jaune, épineuse, à trois loges, de 9 mm de diamètre, venant à maturité  en janvier février (en Nouvelle-Galles du Sud). On trouve une graine noire dans chacune des loges.
La germination des graines fraîches se fait sans difficulté, ainsi que les boutures.

## Usages
C'est un bel arbuste d'ornement à feuilles intéressantes. Il est aussi bien apprécié pour servir d'abri aux petits arbres du bush.

## Galerie

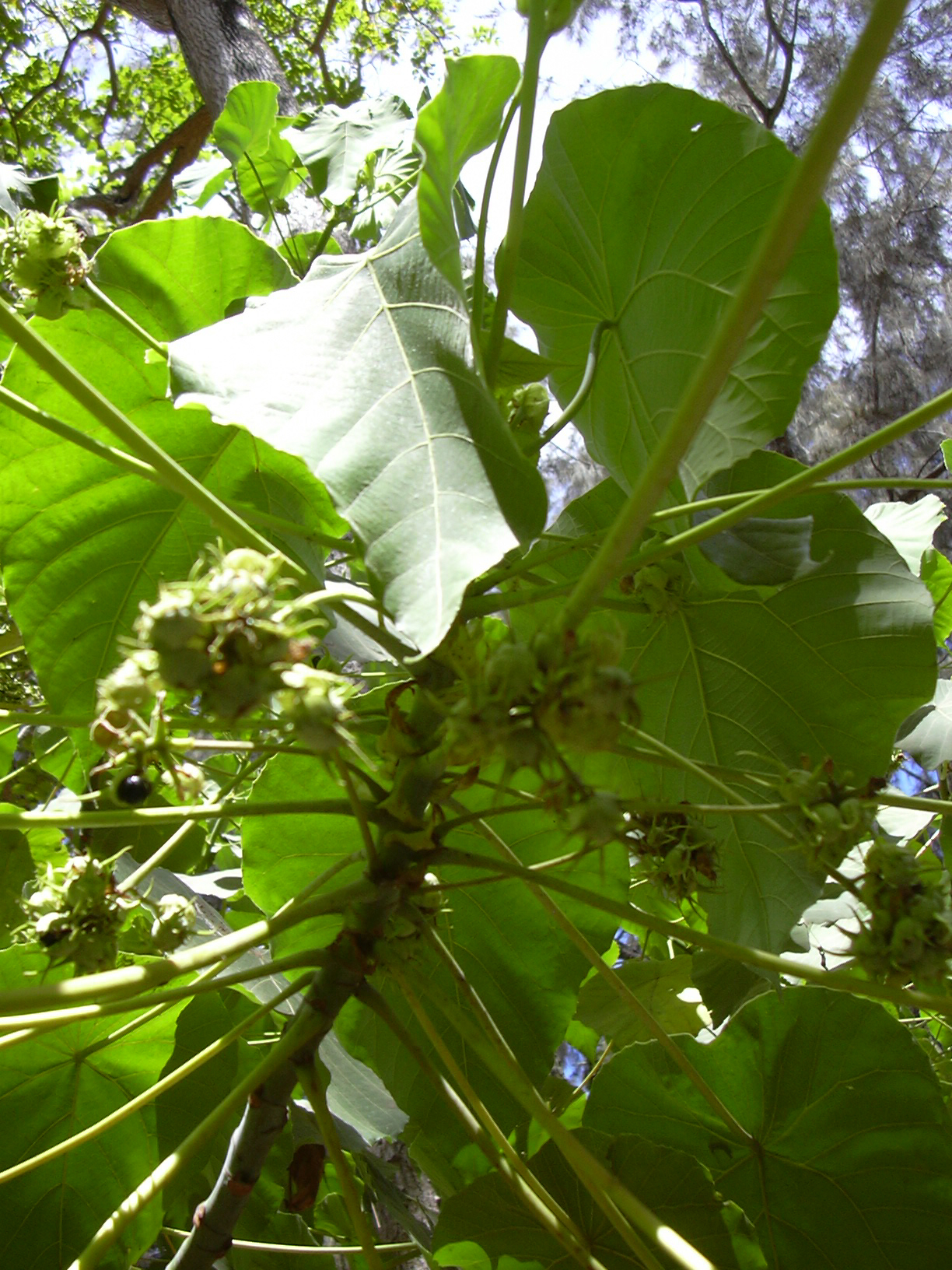
Feuilles et fleurs.
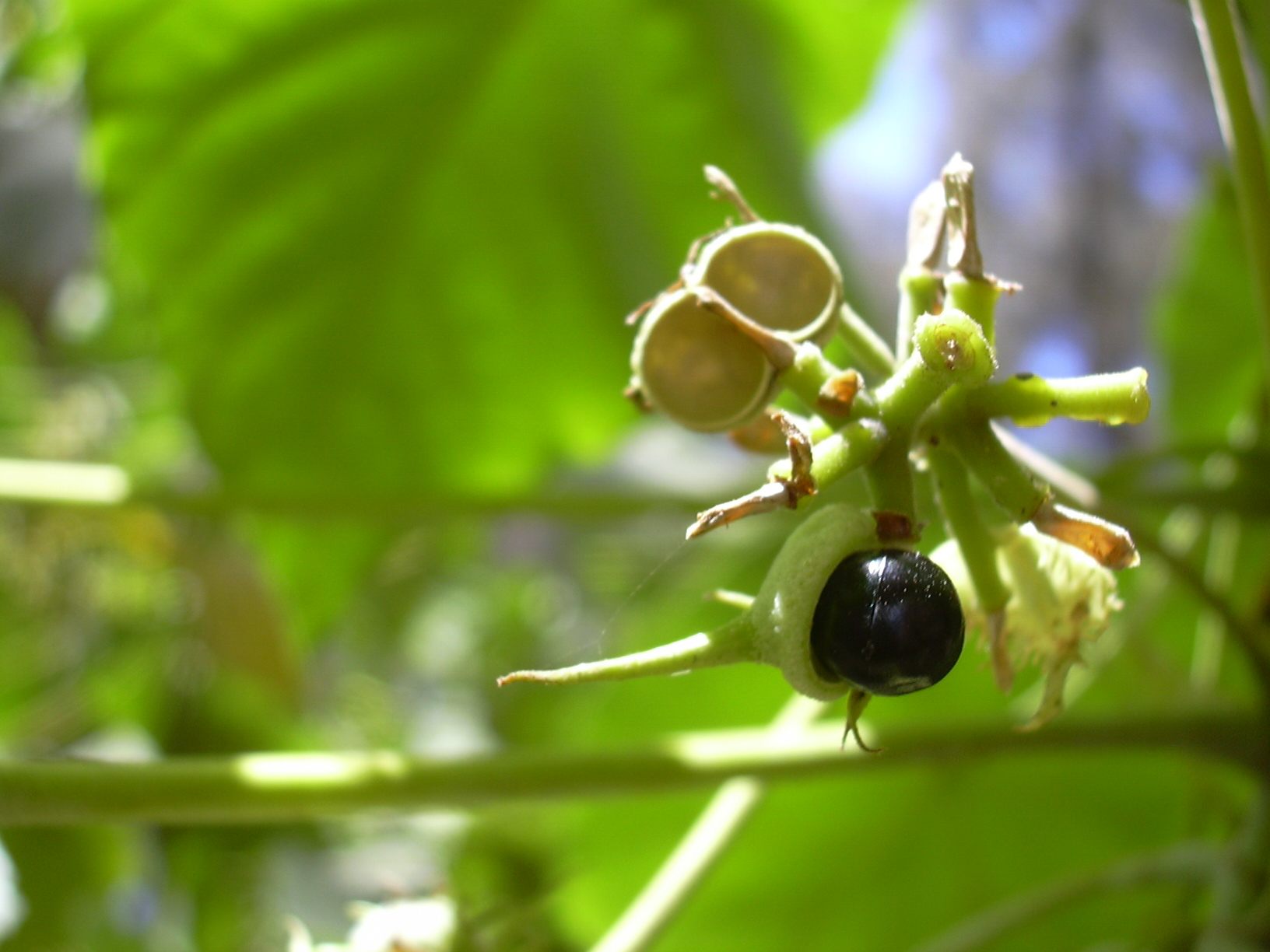
Fruits.
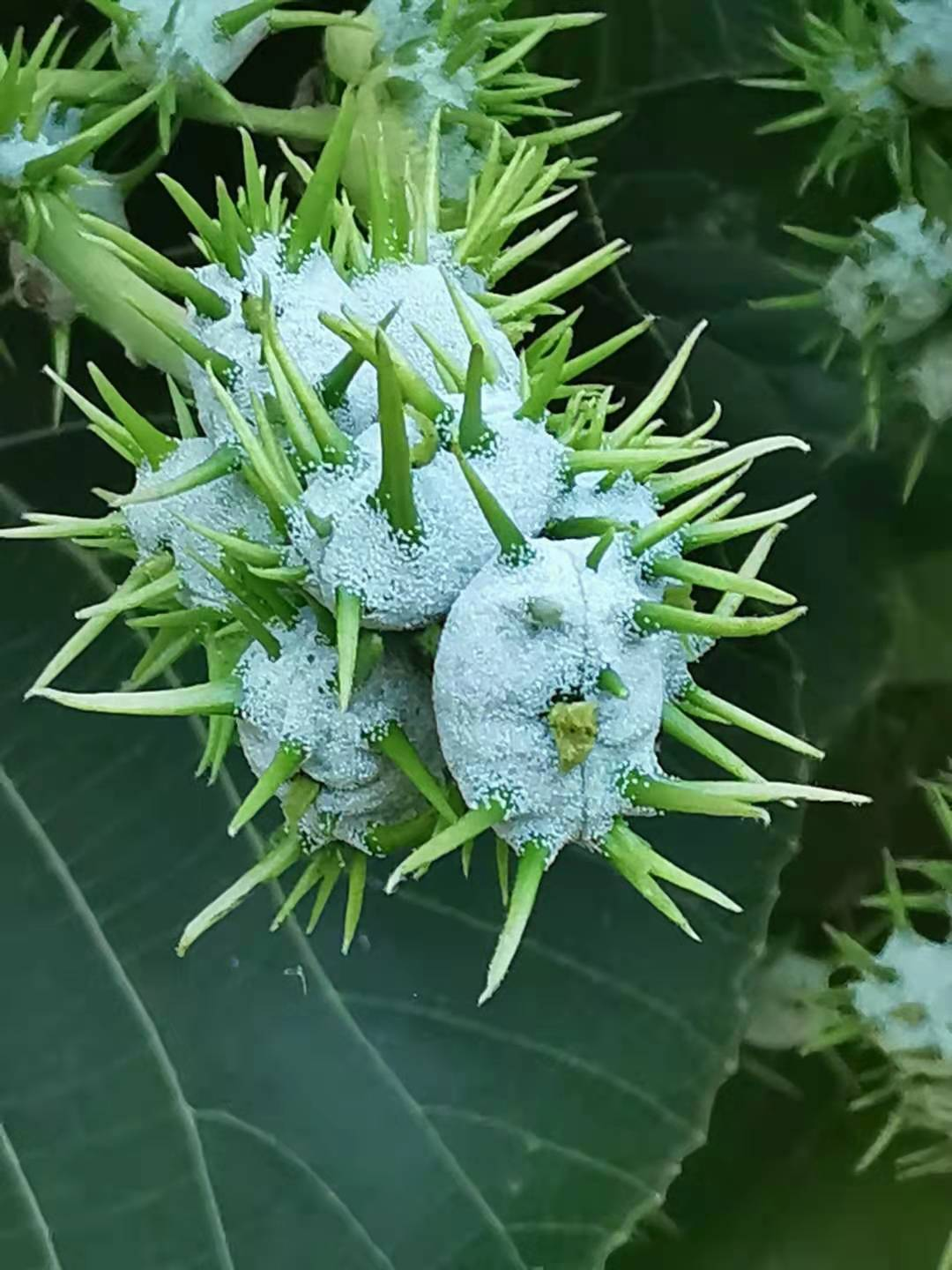
Fruits.
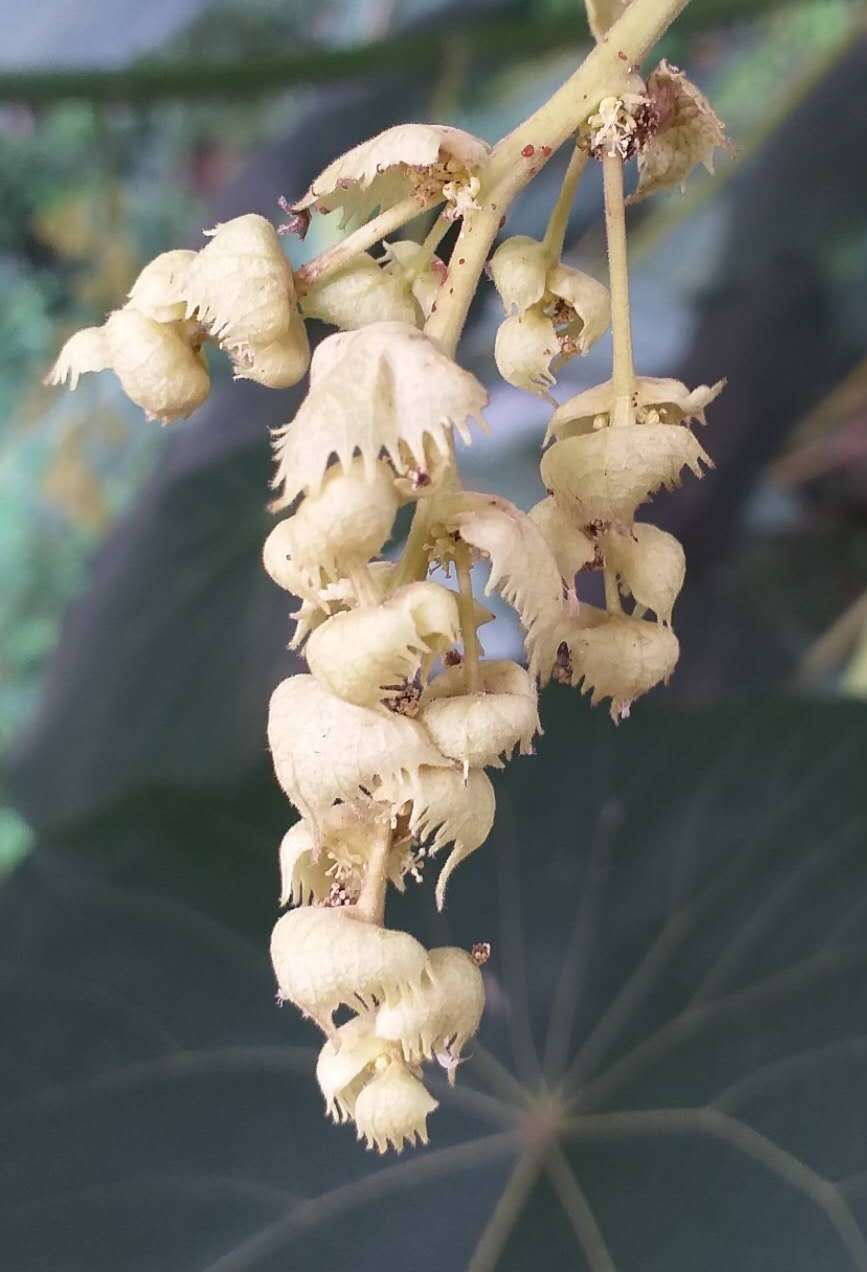
Bractée. Les fleurs n'ont pas de pétales.